# Armin Meiwes
Armin Meiwes (Essen, 1º dicembre 1961) è un criminale tedesco, cannibale ed ex-tecnico di computer dell'esercito federale tedesco, soprannominato "il cannibale di Rotenburg an der Fulda" (in Assia, Germania).
Questo soprannome è dovuto all'episodio cannibalistico di cui è stato protagonista: Meiwes è stato artefice dell'evirazione, del cannibalismo e del conseguente omicidio assistito di Bernd Jürgen Armando Brandes, che aveva risposto ad una sua inserzione su una bacheca virtuale su Internet.

## Biografia
Armin Meiwes nacque nella cittadina di Essen (all'epoca nella Germania dell'Ovest), il 1º dicembre 1961. Era il terzo figlio nato dal terzo matrimonio della madre, chiamata da tutti Signora Waltraud e del marito Detlef Meiwes (considerato da Armin come una sorta di eroe per via della sua professione di poliziotto). La sua infanzia fu molto travagliata e triste: a scuola veniva preso di mira dai bulli in quanto era un ragazzo molto timido ed introverso, mentre in famiglia i litigi dei genitori erano frequenti. Per sopperire alla solitudine, si creò un amico immaginario chiamato Frank, ma questo tuttavia non bastò ad alleviare la sua solitudine. Il momento più triste della sua infanzia avvenne quando, il 20 settembre 1970 il padre lasciò per sempre la famiglia senza fare più ritorno. Armin all'epoca aveva solo 8 anni e questo avrebbe avuto grandi ripercussioni sulla sua vita. All'età di 16 anni si trasferisce con la madre in una grande residenza di campagna sita nella cittadina di Rotenburg, la cui fama sarà legata al caso di cannibalismo di cui Armin si sarebbe reso protagonista molto tempo dopo.
La signora Waltraud si dimostrò essere una donna molto invasiva e morbosamente presente nella vita del figlio in quanto era solita presentarsi non solo alle uscite con gli amici che organizzava Armin, ma anche alle uscite con le sue ragazze. Questo influì ancor di più sulla psiche già contorta del ragazzo (in quanto aveva cominciato a sviluppare una morbosa attrazione per la favola di Hansel e Gretel, specie nella parte in cui Hansel ingrassava per essere divorato dalla strega) in quanto i suoi amici ridevano e si burlavano di lui, mentre le ragazze lo lasciavano continuamente.
Nel 1999, anno della morte della madre, Armin inizia a sfogare tutte le sue più recondite fantasie e perversioni: divenuto un informatico, inizia a trascorrere molto tempo davanti al computer, leggendo libri che parlavano del cannibalismo ed iniziando la lettura delle biografie di molti serial killer, come se si volesse in qualche modo "identificare" in uno di loro. Scopre anche di essere di orientamento bisessuale ed iniziò a collezionare una vasta quantità di immagini e documenti su incidenti, torture ed episodi di cannibalismo, arrivando a scoprire di non essere l'unico al mondo ad essere conscio di quelle contorte fantasie. La scoperta di alcuni forum di cannibalismo nel dark web, fra questi il The Cannibal Cafè (il più famoso, ora chiuso dal 2002), farà nascere nella sua mente l'idea di poter consumare un suo simile.

### L'episodio di cannibalismo
Armin Meiwes creò così un sito segreto, aggiungendo tra questi una pagina pubblica, ovvero il The Cannibal Cafè, usando come soprannome il nome del suo amico immaginario, ovvero Frank. Iniziò a postare degli annunci pieni di contenuti forti a livello sessuale, al fine di poter adescare una qualsiasi vittima desiderosa di farsi macellare ed uccidere. In molti rispondevano ai suoi annunci e, proprio per questo, iniziò a trasformare una delle camere della sua casa in un ambiente dedito alla macellazione, comprando numerosi utensili e macchinari dediti a questo scopo. La stanza in questione venne soprannominata Il Mattatoio. Tuttavia, coloro che venivano da lui per farsi macellare e consumare, una volta vista la stanza se ne andavano via. Meiwes non faceva nulla per farli restare, in quanto doveva essere una loro scelta farsi macellare, quindi li lasciava andare e ci riprovava, pubblicando altri annunci. Il 9 marzo 2001 fu contattato da una vittima desiderosa di farsi macellare e cannibalizzare: si trattava di un ingegnere elettrotecnico tedesco di Berlino, bisessuale, dedito alla antropofagia, di nome Bernd Jürgen Brandes. Dopo essersi scambiati numerosi messaggi e foto dal forte contenuto sessuale, i due legarono molto e decisero di incontrarsi.
Arrivato alla residenza di Meiwes, i due iniziarono ad organizzare i preparativi per tutto ciò che sarebbe avvenuto. Armin decise di riprendere gli avvenimenti con una videocamera piazzata nella stanza, al fine di poter rivedere tutto ciò che aveva compiuto. Dopo averlo condotto nel mattatoio, lo fece spogliare ed iniziò a somministrargli una forte dose di alcool e sonniferi. Ma prima di iniziare il processo di macellazione, il signor Brandes chiese ad Armin di soddisfare una delle sue perversioni più morbose: mutilargli il pene e farglielo assaggiare. Armin acconsentì e mutilò il pene eretto di Brandes con un coltello e lo assaggiò in sua compagnia, dopo averlo fatto saltare alla fiamma con sale, pepe, aglio ed olio in un tegamino, tagliando anche piccole parti da dare in pasto ad uno dei suoi cani. Dopo che il signor Brandes aveva iniziato a perdere molto sangue, Armin lo portò in una vasca da bagno per farlo dissanguare. Dopo averlo lasciato dissanguare per tre ore mentre leggeva un libro di Star Trek, lo baciò e gli tagliò la gola uccidendolo. Dopo averlo ucciso Meiwes appese il suo cadavere su un gancio, lo sezionò, ne congelò le carni in un frigorifero e seppellì gli scarti nel giardino (anche se su proposta di Brandes avrebbe voluto creare un posacenere con il suo cranio) riservandosi il piacere di mangiarle a propria discrezione per 10 mesi.
L'omicidio non sarebbe forse stato scoperto se Meiwes non avesse pubblicato un nuovo annuncio su internet con l'intenzione di procurarsi altra carne umana.

### Arresto, processo e prima condanna
Meiwes fu arrestato nel dicembre 2002 dopo che uno studente di Innsbruck aveva telefonato alla polizia dopo aver visto su Internet nuovi annunci per altre vittime. Durante l'arresto i poliziotti, perquisendo la casa di Meiwes, trovarono le parti del corpo di Brandes conservate in un congelatore. Vennero rinvenuti anche i filmati che Meiwes aveva registrato durante il processo di macellazione.
Durante tutto il tempo che trascorse per essere condannato, Armin tenne sempre uno sguardo freddo e calcolatore, lasciandosi andare a qualche sussulto durante alcune parti del processo. Il 30 gennaio 2004 fu condannato in primo grado di giudizio a otto anni di carcere in virtù di un capo di accusa di omicidio preterintenzionale, in quanto Brandes era consenziente, mentre non venne riconosciuta l'infermità mentale di Meiwes.
Meiwes confessò quello che aveva fatto ed espresse rammarico per le sue azioni, aggiungendo anche l'idea di scrivere una sua autobiografia con l'obiettivo di dissuadere chiunque volesse ripetere le sue malefatte. Durante la prigionia Meiwes divenne in seguito vegetariano. Meiwes ritiene che in Germania vivano circa 800 cannibali.

### Condanna all'ergastolo
Nell'aprile del 2005 un tribunale tedesco ha ordinato un nuovo processo di appello, che si è concluso il 10 maggio 2006 con una condanna all'ergastolo da parte di un tribunale di Francoforte, in virtù del mutamento del capo d'accusa in omicidio volontario a sfondo sessuale, a causa della mancanza di consenso della vittima.

## Media
L'emittente privata RTL ha ottenuto e mandato in onda una sua intervista, in cui Meiwes dichiara che "la carne umana sa di maiale" e che "è una bella sensazione" sentire la vittima come parte di sé. La vicenda di Meiwes è stata accostata dalla stampa a quella di un altro celebre cannibale, il giapponese Issei Sagawa che nel 1981 durante il suo periodo di studi universitari a Parigi, uccise e mangiò una sua compagna di studi olandese.
Un precedente risalente alla fine dell'Ottocento è quello di Vincenzo Verzeni, accusato di avere ucciso e mangiato due donne. Per la sua difesa nel processo fu chiamato Lombroso, che lo additò come esempio per la sua teoria sull'atavismo, nel senso che l'inclinazione criminale del Verzeni sarebbe già scritta nei suoi dati somatici e nella conformazione del cervello.

## Armin Meiwes nella musica e nella cultura di massa
Il testo della canzone Mein Teil del gruppo industrial metal tedesco Rammstein è ispirata alla vicenda di Meiwes. L'intro della canzone è preceduto dal testo del messaggio scritto dal tecnico per cercare la sua vittima:
Der Metzgermeister»
Il Maestro-Macellaio»
Inoltre, il rapper statunitense Necro cita Meiwes nella canzone Human Consumption, contenuta nell'album The Pre-Fix for Death del 2004:
Il gruppo thrash metal statunitense Rattlehead, con la canzone "House of Meiwes" dall'album Step Inside for the Slaughter del 2008.
La band grindcore statunitense Macabre, con il brano "The Wüstenfeld Man-eater" tratto dall'album Murder Metal del 2003.
La band death metal svedese Bloodbath, nella canzone "Eaten" dall'album Nightmares made flesh, si è ispirata alla vicenda di Meiwes ma dal punto di vista della vittima Bernd Jürgen Brandes.
I filmati in cui Meiwes aveva registrato l'omicidio di Brandes vennero inizialmente caricati sul deep web prima di essere sequestrati dalla polizia. Dopo che il cannibale fu condannato all'ergastolo, i filmati andarono perduti e non vennero più ricaricati.